# Navenby
Navenby är en ort och civil parish i Storbritannien.   Den ligger i grevskapet Lincolnshire och riksdelen England, i den sydöstra delen av landet, 180 km norr om huvudstaden London. Navenby ligger 67 meter över havet och antalet invånare är 2 438.
Terrängen runt Navenby är huvudsakligen platt. Navenby ligger uppe på en höjd som går i nord-sydlig riktning. Runt Navenby är det ganska tätbefolkat, med 108 invånare per kvadratkilometer. Närmaste större samhälle är Lincoln, 13,4 km norr om Navenby. Trakten runt Navenby består till största delen av jordbruksmark.